# Goodooga
Goodooga – miasto w Australii, w stanie Nowa Południowa Walia.